# Tillandsia platyphylla
Espèce
Classification phylogénétique
Tillandsia platyphylla Mez est une espèce de plantes à fleurs de la famille des Bromeliaceae.
L'épithète platyphylla signifie « à large feuille ».

## Protologue et Type nomenclatural
Tillandsia platyphylla Mez, in Repert. Spec. Nov. Regni Veg. 3: 37 (1906) (pro « patyphylla »)
Nb : la graphie du protologue est « patyphylla » mais c'est une coquille d'imprimerie et elle doit donc être corrigée en « platyphilla ».
Diagnose originale :
« Statura maxima: foliis rosulatis, utrinque subglabris. latitudine maxima (+/- 0,1 m)[sic] perinsignibus; inflorescentia ut videtur amplissima, 3-pinnatim panniculata[sic], spicis per anthesin subpinnatis, ad 20-floris, valde elongatis angustisque, bracteas primarias secundariasque permulto superantibus; bracteis florigeris nullo modo carinatis, apice late rotundatis, sepala optime superantibus; floribus erectis; sepalis subaequaliter breviter connatis; petalis genitalia superantibus. »
Type :
- leg. A. Weberbauer, no 3888, 1904-05-02 ; « Peruvia, dept. Cajamarca, inter San Pablo et San Miguel, alt. 1 700 m »[1] ; « Peru: zwischen San Pablo und San Miguel, Dep. Cajamarca. Felsen -1 700 m » ; Holotypus B (B 10 0243491). Nb : ce spécimen d'herbier est étiqueté comme « Lectotype » de T. platyphylla, ce qui parait inapproprié puisque Mez cite[1] explicitement et complètement ce seul spécimen comme type et il s'agirait donc bien de l'holotype. Quant aux deux spécimens qui suivent, ils correspondent plutôt à des isotypes qu’à une partie de l’holotype, car la numérotation des feuilles d’herbier est incertaine (de simples « I » à « III » au crayon à papier, ajoutés sur les feuilles en dehors de l’étiquette originale - voir ICBN Art. 8.3)
- leg. A. Weberbauer, no 3888 ; Isotypus B (B 10 0243492)
- leg. A. Weberbauer, no 3888 ; Isotypus B (B 10 0243493)

## Synonymie
(aucune)

## Écologie et habitat
- Typologie : plante vivace herbacée en rosette ; saxicole[1],[2].
- Habitat : ?
- Altitude : 800 m[2], 1 700 m[1].

## Distribution
- Amérique du Sud :
  -  Pérou[2]
    - Cajamarca[1]